# John J. Chappell
John Joel Chappell (* 19. Januar 1782 in Little River, Horry County, South Carolina; † 23. Mai 1871 im Lowndes County, Alabama) war ein US-amerikanischer Politiker. Zwischen 1813 und 1817 vertrat er den Bundesstaat South Carolina im US-Repräsentantenhaus.

## Werdegang
John Chappell wuchs im Richland County auf, wo er die öffentlichen Schulen besuchte. Nach einem anschließenden Jurastudium am South Carolina College, der heutigen University of South Carolina, und seiner im Jahr 1805 erfolgten Zulassung als Rechtsanwalt begann er in Columbia in seinem neuen Beruf zu praktizieren. Zwischen 1805 und 1808 war er Offizier in der Staatsmiliz von South Carolina. Dort stieg er bis zum Oberst auf.
Politisch wurde Chappell Mitglied der Demokratisch-Republikanischen Partei. Zwischen 1808 und 1812 saß er als Abgeordneter im Repräsentantenhaus von South Carolina. Im Jahr 1809 war er Kurator des South Carolina College. Chappell nahm auch am Britisch-Amerikanischen Krieg teil. 1812 wurde er im vierten Wahlbezirk von South Carolina in das US-Repräsentantenhaus in Washington, D.C. gewählt, wo er am 4. März 1813 die Nachfolge von William Lowndes antrat. Nach einer Wiederwahl im Jahr 1814 konnte er bis zum 3. März 1817 zwei Legislaturperioden im Kongress absolvieren. In dieser Zeit war er Vorsitzender des Ausschusses, der sich mit Ansprüchen an die Bundesregierung aus der Revolutionszeit befasste.
Nach dem Ende seiner Zeit im Repräsentantenhaus arbeitete Chappell bis 1837 wieder als Anwalt. Zwischen 1830 und 1858 leitete er die Niederlassung der Staatsbank von South Carolina in Columbia. Danach zog er in das Lowndes County in Alabama, wo er eine Baumwollplantage betrieb. John Chappell starb am 23. Mai 1871 und wurde in Columbia beigesetzt.